# Финал чемпионата Европы по футболу 1960
Финал Кубка европейских наций 1960 года (фр. Coupe d’Europe des nations de football 1960, англ. 1960 European Nations' Cup Final) — финальный матч чемпионата Европы по футболу, между сборными СССР и Югославии, который состоялся 10 июля 1960 года на стадионе «Парк де Пренс» в Париже (Франция) и закончившийся победой сборной СССР со счётом 2:1. Эта победа советской сборной стала её высшим достижением на первенствах Европы.

## Путь к финалу
Обе сборные начали своё выступление с 1/8 финала. На своём пути сборная СССР обыграла сборную Венгрии (4:1 по сумме двух матчей), в четвертьфинале одержала техническую победу над сборной Испании (6:0), так как последняя отказалась от игры с советской сборной. В полуфинале со счётом 3:0 была повержена сборная Чехословакии.
В первом матче на турнире сборная Югославии встретилась со сборной Болгарии. Первая встреча команд завершилась победой югославов со счётом 2:0, во втором матче был определён ничейный результат — 1:1. В четвертьфинале Югославия уступила сборной Португалии 1:2, но во второй игре победила их с со счётом 5:1 (6:3 по сумме двух матчей). В полуфинале югославская команда встретилась со сборной Франции и одержала победу — 5:4.

## Финал
Матч состоялся 10 июля 1960 года в Париже на стадионе «Парк де Пренс». Игра проходила в дождливую погоду при полупустых трибунах — чемпионат Европы ещё не был достаточно популярным.

### Ход матча
Как только Милан Галич разыграл мяч с центра поля, югославы начали атаковать. К десятой минуте они завладели территориальным и игровым преимуществом, уверенно контролировали мяч и точнее играли в пас. К этому времени вырисовались тактические схемы команд. Сборная СССР играла по схеме 3-2-5, югославы использовали схему 3-3-4, причём последние в сравнении с предыдущими встречами перераспределили обязанности игроков. Так, Драгослав Шекуларац стал играть на месте правого крайнего (в матче с Францией он был оттянутым форвардом), а Желько Матуш перешёл в полузащиту. В обороне югославы использовали принцип персональной опеки, в нападении они на высоких скоростях маневрировали и запутывали защитников. Нарушали правила и те, и другие игроки, причём югославы часто грубили. Сборная СССР также использовала принцип персональной опеки в обороне, но для атаки использовала широкий фронт и применяла фланги. Игра строилась через длинные продольные передачи, большинство из которых были неточными из-за погоды и повышенной нервозности игроков.
Первый опасный момент создали югославы — на левом фланге Матуш отдал пас Боре Костичу, тот на лицевой адресовал мяч Галичу, который пробил в верхний угол ворот, но вратарь Лев Яшин парировал мяч на угловой. Вскоре тот же Костич, обыграв Игоря Нетто, из выгодного положения пробил прямо в Яшина. На 17-й минуте югославы могли открыть счёт: Дражан Еркович и Милан Галич, воспользовавшись сильной передачей с фланга, в падении пытались пробить в ворота, но никто не попал по мячу. Открыть счёт в игре могла и советская команда — Михаил Месхи, обыграв защитника, умудрился упустить мяч за лицевую. Затем разыгрывали комбинацию Виктор Понедельник и Юрий Воинов, и только последний неточный пас помешал советским игрокам нанести удар по воротам. На 22-й минуте примерно в 25 метрах от ворот Нетто нарушил правила, и югославы заработали штрафной. Костич резаным ударом обвёл стенку из игроков сборной СССР, но Яшин отбил и этот удар. Югославские игроки стали реже бить с дальних дистанций, пытаясь прорваться к выгодному положению, но сборная СССР пресекала атаки югославов. Шанс открыть счёт был у Славы Метревели, который прорывался после помощи Валентина Иванова, но в броске Благоя Виденич спас ворота югославов.
За пять минут до конца тайма югославам всё же удалось открыть счёт: Дражан Еркович с правого фланга начал бежать к воротам СССР вдоль боковой линии. Анатолий Маслёнкин, защитник сборной СССР, поднял руки вверх и остановился, пытаясь показать, что мяч ушёл за боковую линию. Невнимательностью Маслёнкина воспользовался Еркович и навесил на линию штрафной площадки, куда в этот момент прибежал Милан Галич. Галич на большой скорости отправил мяч в ворота. Счёт стал 1:0. В оставшиеся пять минут югославы тщетно пытались удвоить преимущество.
Вторая половина матча началась в ещё более быстром темпе, но на этот раз инициатива перешла к советским игрокам. На пятой минуте второго тайма Валентин Бубукин на высокой скорости промчался к воротам противника и пробил с 25 метров. Виденич отбил мяч влево, спасая ворота, но набежавший Слава Метревели смог забить мяч в сетку ворот и сравнять счёт. 1:1, и советские игроки усиливают натиск на ворота. На 53-й минуте снова Михаил Месхи не забивает гол: секундная пауза позволяет Желько Перушичу выбить мяч на угловой. На 70-й минуте Анатолий Крутиков из выгодного положения пробил по воротам, мяч угодил в защитника югославов, и если бы не реакция Виденича, югославы бы пропустили второй мяч. Вскоре пробивал штрафной удар Юрий Войнов, но Виденич отбил и этот мяч. Наконец, на 87-й минуте ошибка югославов едва не стоила им гола в свои ворота — Валентин Иванов не попал по воротам с четырёх метров.
Согласно регламенту было назначено дополнительное время — 30 минут. Темп игры оставался высоким, но мяч долго находился на половине поля югославов. На 112-й минуте советские игроки, осаждавшие ворота Виденича, добились своего — прорывавшийся по правому флангу Слава Метревели перебросил мяч на Михаила Месхи, тот навесил в штрафную площадь, и Виктор Понедельник в прыжке головой отправил мяч в ворота югославов. 2:1, и сборная СССР одержала победу в финале первого чемпионата Европы по футболу.

### Отчёт о матче
| СССР                             | 2:1 (доп. вр.) | Югославия |
| -------------------------------- | -------------- | --------- |
| Метревели 49′ · Понедельник 113′ | (отчёт)        | Галич 43′ |

| СССР | Югославия |

| СССР:           |    |                    |
|                 |    |                    |
| ВР              | 1  | Лев Яшин           |
| ЗЩ              | 2  | Гиви Чохели        |
| ЗЩ              | 3  | Анатолий Маслёнкин |
| ЗЩ              | 4  | Анатолий Крутиков  |
| ПЗ              | 5  | Юрий Войнов        |
| ПЗ              | 6  | Игорь Нетто        |
| НП              | 7  | Слава Метревели    |
| НП              | 8  | Валентин Иванов    |
| НП              | 9  | Виктор Понедельник |
| НП              | 10 | Валентин Бубукин   |
| НП              | 11 | Михаил Месхи       |
| Тренер          |    |                    |
| Гавриил Качалин |    |                    |

| ЮГОСЛАВИЯ:                                          |    |                     |
|                                                     |    |                     |
| ВР                                                  | 1  | Благоя Видинич      |
| ЗЩ                                                  | 2  | Владимир Дуркович   |
| ЗЩ                                                  | 3  | Фахрудин Юсуфи      |
| ПЗ                                                  | 4  | Анте Жанетич        |
| ПЗ                                                  | 5  | Йован Миладинович   |
| ПЗ                                                  | 6  | Желько Перушич      |
| НП                                                  | 7  | Драгослав Шекуларац |
| НП                                                  | 8  | Дражан Еркович      |
| НП                                                  | 9  | Милан Галич         |
| ПЗ                                                  | 10 | Желько Матуш        |
| ПЗ                                                  | 11 | Бора Костич         |
| Тренеры:                                            |    |                     |
| Александар Тирнанич/Любомир Ловрич/Драгомир Николич |    |                     |

## После матча
После финального свистка сборной СССР вручили Кубок Анри Делоне, с которым они должны были пробежать круг почёта. На помощь обессиленным и уставшим игрокам приходили доктора, массажисты и члены команды, они поднимали игроков, чтобы те смогли закончить круг. На следующий день футболистам вручили медали на Эйфелевой башне. Перед возвращением домой, советским игрокам вручили серебряную амфору (кубок) и её миниатюрную копию, с которыми те полетели в Москву. По прибытии, их с восторгом встречала многотысячная публика в аэропорту. На московском стадионе им. Ленина команду с овациями встретили более 100 000 человек. Там футболисты, не переодевшись, в спортивных костюмах, сделали второй круг почёта. После стадиона, вручённый кубок отвезли на Выставку достижений народного хозяйства СССР, после чего вернули обратно на стадион им. Ленина, чтобы поместить его в Музей спорта. Там кубок пробыл три с половиной года, впоследствии, согласно правилам, вернулся в штаб-квартиру УЕФА в Швейцарии.
Как оказалось, в отличие от большого количества поздравлений и чествований, советским футболистам не были подготовлены призовые, несмотря на то, что Федерации футбола СССР было перечислено 57 613 швейцарских франков. Руководство извинилось за этот промах, но, согласно предполагаемой версии, на этом всё и закончилось. По другой версии, через время футболисты получили 200 или 300 долларов призовых. В отличие от советских футболистов, югославам пообещали ценные призы в случае победы. Поэтому, к разочарованию от самого поражения, добавилось и разочарование от упущенных вознаграждений.
Некоторым футболистам сборной СССР было присвоено почётное звание Заслуженого мастера спорта: Владимиру Кесареву, Валентину Бубукину и Славе Метревели, а Виктору Маслову и Андрею Жордании присвоили звание Заслуженного тренера СССР.

## Оценка
Спортивные газеты были непредвзяты, указав на то, что сборная Югославии в первом тайме доминировала и заслужено забила первой. Западная пресса и эксперты отмечали упорный характер битвы и взаимные шансы на победу, а также сравнивала игроков советской сборной с футболистами Запада, при этом иногда преувеличивая плюсы и занижая минусы.
Журналист и инициатор чемпионата Габриэль Ано отмечал, что западная публика не привыкла к тому футболу, что показывали коммунистические страны. Команды играли в более строгий, нежели эффектный футбол. Журналисты говорили о сборной СССР как о более стремящейся к победе и дисциплинированной. Советских футболистов характеризовали как атлетичных и быстрых, а Льва Яшина, как холоднокровного и расчётливого вратаря. Ано отметил, что такие футболисты как Валентин Иванов, Юрий Войнов и Игорь Нетто заслуживают почётного завершения карьеры. Это утверждение частично раскритиковала газета «Спортивные игры», отмечая своё несогласие относительно Иванова, но по поводу Нетто и Войнова промолчала.

## Репортаж
В СССР матч из Франции не транслировался по телевидению по техническим причинам. Игра сопровождалась радиорепортажем Николая Озерова, запись которого впоследствии была утеряна. В 2010 году видеозапись матча, начиная с седьмой минуты и включая дополнительное время, была найдена главным редактором канала «НТВ-ПЛЮС Классика» Борисом Новаковским и передана в УЕФА.

## Комментарии
1. ↑  Чемпионаты 1960 и 1964 года носили название Кубок европейских наций, с 1968 года — чемпионат Европы по футболу.